# Saúl Rivero
Saúl Rivero, vollständiger Name Saúl Lorenzo Rivero Rocha, (* 23. Juli 1954 in Montevideo; † 2. Juli 2022) war ein uruguayischer Fußballspieler und -trainer.

## Karriere

### Spielertätigkeit

#### Vereine
Mittelfeldakteur Rivero gehörte zu Beginn seiner Karriere in den Jahren 1974 und 1975 der Mannschaft von Liverpool Montevideo an. 1975 wurde er zum besten Spieler der Meisterschaft gekürt. In den Spielzeiten 1975/76 und 1976/77 war er in Mexiko bei Atlético Español aktiv. Er bestritt in diesem Zeitraum 31 Partien für die Mexikaner, schoss zehn Tore und erreichte mit dem Team die Finalspiele um die Copa Interamericana 1976. 1977 wird er als Spieler des Club Atlético Peñarol geführt. Anschließend stand er ab der Saison 1977/78 bis in die Spielzeit 1979/80 erneut in Reihen Atlético Españols und wurde in 89 Spielen eingesetzt. Dabei erzielte er 15 Treffer. Von 1981 bis 1982 war er wieder Mitglied des Kaders von Peñarol. Die „Aurinegros“ gewannen in beiden Jahren in der Primera División die uruguayische Meisterschaft. 1983 ist eine Karrierestation bei River Plate Montevideo für ihn verzeichnet. Von 1984 bis 1985 war abermals Liverpool Montevideo sein Arbeitgeber. Als letzter Verein seiner aktiven Karriere wird 1986 der australische Klub Wollongong Wolves geführt. Dort traf er viermal bei sieben Einsätzen ins gegnerische Tor. Ohne Datierung sind auch Engagements bei Nacional Montevideo und beim Club Atlético Progreso für Rivero notiert.

#### Nationalmannschaft
Rivero debütierte am 25. März 1974 in der uruguayischen A-Nationalmannschaft. Er nahm mit der Auswahl an der Copa América 1975 teil. Sein letzter Länderspieleinsatz in der „Celeste“ datiert vom 8. April 1976. Insgesamt absolvierte er neun Länderspiele. Ein Länderspieltor erzielte er nicht.

#### Erfolge
- Uruguayischer Meister: 1981, 1982

### Trainertätigkeit
Rivero schlug nach der aktiven Karriere eine Trainerlaufbahn ein. 1988 war er zunächst Co-Trainer unter Roberto Fleitas bei Nacional Montevideo und gewann mit dem Team in jenem Jahr die Copa Libertadores und den Weltpokal. 1989 gewann er als Cheftrainer des Club Atlético Progreso mit dem Klub die erste und bislang einzige Landesmeisterschaft in der Vereinsgeschichte. 1990 kehrt er zu Nacional zurück und übernahm die Rolle des verantwortlichen Coachs. Im selben Jahr war er auch für den Club The Strongest in Bolivien tätig. Seine nächsten Trainerstationen waren von 1992 bis 1993 der Club Deportivo FAS in El Salvador, 1994 erneut Progreso, 1995 bis 1997 wieder der Club Deportivo FAS, mit dem er 1995 und 1996 die Meisterschaft in der Primera División gewann, 1999 zum dritten Mal Progreso und 2000 Frontera Rivera Chico. 2001 war er für den Club Deportivo Águila tätig. Das Team wurde in jenem Jahr ebenfalls Landesmeister. 2005 wirkte er bei CD Luis Ángel Firpo und von 2006 bis 2007 abermals bei Progreso. 2008 ist eine Karrierestation beim San Salvador Fútbol Club für ihn verzeichnet. Mindestens in der Clausura 2010 hatte er die Trainerfunktion beim Uruguay Montevideo FC inne und scheiterte mit dem Team nur knapp am Zweitligaaufstieg. In der Spielzeit 2011/12 führte er den Club Atlético Torque zur Meisterschaft in der Segunda B Amateur und zum Aufstieg in die Segunda División. Als Nachfolger Hernán Medfords trainierte er vom 26. Juni 2013 bis September 2013 in Guatemala die Mannschaft von Xelajú. Im Juli 2014 übertrug ihm abermals Torque die Trainingsverantwortung. Das Engagement endete im September jenes Jahres.

#### Erfolge
- Weltpokal: 1988
- Copa Libertadores: 1988
- Uruguayischer Meister: 1989
- Salvadorianischer Meister: 1995, 1996, 2001